# Ovie Soko
Pour les articles homonymes, voir Soko.
Ovie Soko, né le 7 février 1991 à Londres en Angleterre, est un joueur britannique de basket-ball. Il évolue aux postes d'ailier fort et de pivot.

## Biographie
Ovie Soko a effectué ses trois premières années NCAA avec l'université d'Alabama de Birmingham. Transféré vers l'institution basée à Pittsburgh en mai 2012, il n'a pas disputé la moindre rencontre en 2012-2013 du fait de son statut de redshirt empêchant un joueur transféré de disputer la saison suivante avec sa nouvelle équipe. Il rejoue lors de la saison 2013-2014 avec les Dukes de Duquesne.
Le 31 juillet 2014, il signe son premier contrat professionnel en France, à Boulazac en Pro B.
Le 24 août 2015, il signe en Grèce, à Tríkala en première division grecque.
Le 10 avril 2016, il signe en Italie, à l'Enel Brindisi, en première division italienne pour un mois.
En mai 2018, Soko est élu dans l'équipe-type de la Ligue des champions avec le MVP Manny Harris, D. J. Kennedy, Elmedin Kikanović et Louis Labeyrie. Son équipe de Murcie est éliminée en demi-finale par le vainqueur de la compétition, l'AEK Athènes.

## Clubs successifs
- 2009-2012 :  Blazers de l'UAB
- 2012-2014 :  Dukes de Duquesne
- 2014-2015 :  Boulazac BD (Pro B)
- 2015-2016 :
  -  Aries Tríkala (ESAKE)
  -  New Basket Brindisi (Serie A)
- 2016-2019 :  UCAM Murcie (Liga ACB)
- 2019-2020 :  London Lions (BBL)
- 2020-2021 :  Le Mans SB (Jeep Élite)
- Depuis 2021 :  Shiga Lakestars (B.League)

## Palmarès
- Third-team All-Atlantic 10 (2014)

## Statistiques

### Universitaires
Les statistiques d'Ovie Soko en matchs universitaires sont les suivantes :
| Saison    | Équipe   | Matchs | Titul. | Min./m | % Tir | % 3pts | % LF | Rbds/m. | Pass/m. | Int/m. | Ctr/m. | Pts/m. |
| --------- | -------- | ------ | ------ | ------ | ----- | ------ | ---- | ------- | ------- | ------ | ------ | ------ |
| 2009-2010 | UAB      | 28     | 6      | 10,1   | 31,4  | 12,5   | 78,3 | 1,93    | 0,11    | 0,14   | 0,14   | 1,45   |
| 2010-2011 | UAB      | 30     | 29     | 27,8   | 50,5  | 20,0   | 59,1 | 5,83    | 0,67    | 0,53   | 0,87   | 9,13   |
| 2011-2012 | UAB      | 30     | 23     | 28,3   | 46,8  | 16,7   | 59,4 | 6,83    | 1,70    | 0,93   | 0,43   | 8,30   |
| 2013-2014 | Duquesne | 30     | 30     | 31,0   | 46,7  | 27,5   | 67,5 | 8,00    | 1,67    | 0,87   | 0,63   | 18,37  |
| Carrière  | Carrière | 118    | 88     | 24,5   | 47,0  | 23,7   | 64,6 | 5,71    | 1,05    | 0,63   | 0,53   | 9,45   |